# Drassyllus depressus
Drassyllus depressus är en spindelart som först beskrevs av James Henry Emerton 1890.  Drassyllus depressus ingår i släktet Drassyllus och familjen plattbuksspindlar. Inga underarter finns listade i Catalogue of Life.